# El Chipilín
El Chipilín är en ort i Mexiko.   Den ligger i kommunen Tuzantán och delstaten Chiapas, i den sydöstra delen av landet, 900 km sydost om huvudstaden Mexico City. El Chipilín ligger 50 meter över havet och antalet invånare är 733.
Terrängen runt El Chipilín är varierad. Runt El Chipilín är det ganska tätbefolkat, med 207 invånare per kvadratkilometer. Närmaste större samhälle är Huixtla, 4,7 km nordväst om El Chipilín. I omgivningarna runt El Chipilín växer i huvudsak städsegrön lövskog.